# 现状偏差
維持現狀的偏見 或維持現狀偏誤、現狀偏差（英語：status quo bias），是情绪性地倾向于维持现状的一种认知偏差。当现状客观上优于其它选项或者在資訊不對稱时，做出维持现状的决定是一种理性的行为。但现状偏差与此不同。在现状偏差的情况下，现状被当成是基准，任何改变都被视为一种损失。大量证据表明人的决策经常会受到现状偏差的影响。